# Coupe des Pays-Bas de football 1994-1995
Navigation
Édition précédente Édition suivante
La Coupe des Pays-Bas de football 1994-1995, nommée la KNVB beker, est la 77e édition de la Coupe des Pays-Bas. La finale se joue le 25 mai 1995 au stade De Kuip à Rotterdam.
Le club vainqueur de la coupe est qualifié pour les seizièmes de finale de la Coupe d'Europe des vainqueurs de coupe de football 1995-1996.

## Finale
Le Feyenoord Rotterdam gagne la finale contre le FC Volendam et remporte son dixième titre. La rencontre s'achève sur le score de 2 à 1.